# Ghiacciaio Barry
Il ghiacciaio Barry (Barry Glacier) è un ghiacciaio situato nell'Alaska (Stati Uniti) sud-centrale nel Census Area di Valdez-Cordova.

## Dati fisici
Il ghiacciaio si trova all'estremità nord-occidentale della Foresta Nazionale di Chugach (Chugach National Forest). È lungo oltre 20 km, largo al massimo 1 500 metri; ha un orientamento nord-est/sud-ovest e nasce nel gruppo montuoso Chugach (estremità nord-occidentale), in particolare tra i monti Grace (Mount Grace) e "Globemaster Peak". Il ghiacciaio che finisce nel mare (nel braccio di mare chiamato "Barry Arm") si forma ad una altitudine di circa 2 000 m s.l.m.. Con un dislivello di 2 000 metri ha una pendenza media del 10%.
Il ghiacciaio si trova in un braccio di mare parallelo (ma più a nord) al più famoso Fiordo College (College Fjord). Il ghiacciaio, abbastanza grande, in certi periodi può generare tanto ghiaccio da bloccare l'accesso alla baia.
Il ghiacciaio è circondato dai seguenti monti (tutti appartenenti al gruppo montuoso del Chugach):
| Nome del monte   | Altezza (m s.l.m.) | Coordinate             | Distanza e direzione dal ghiacciaio |
| ---------------- | ------------------ | ---------------------- | ----------------------------------- |
| Mount Gannett    | 2 919              | 61°14′32″N 148°11′36″W | 10 km verso ovest                   |
| Globemaster Peak | 2 724              | 61°12′53″N 148°12′09″W | 10 km verso ovest                   |
| Mount Gilbert    | 2 682              | 61°10′21″N 148°16′06″W | 15 km verso ovest                   |
| Mount Emerson    | 1 446              | 61°07′02″N 148°01′02″W | 11 km verso sud                     |
| Mount Coville    | 1 310              | 61°07′11″N 148°04′27″W | 11 km verso sud                     |
| Mount Goode      | 3 190              | 61°19′35″N 147°59′07″W | 12 km verso nord                    |

Altri ghiacciai vicini al Barry sono (tutti finiscono nel braccio di mare "Barry Arm"):
| Nome del ghiacciaio | Quota alle coordinate indicate (m s.l.m.) | Coordinate             | Distanza e direzione dal ghiacciaio |
| ------------------- | ----------------------------------------- | ---------------------- | ----------------------------------- |
| Coxe Glacier        | 1 199                                     | 61°08′38″N 148°02′12″W | 3 km verso sud                      |
| Cascade Glacier     | 1 047                                     | 61°08′45″N 148°11′06″W | 4 km verso sud-ovest                |
| Serpentine Glacier  | 553                                       | 61°07′41″N 148°16′02″W | 7 km verso ovest                    |

## Storia
Il ghiacciaio è stato nominato nel 1898 dal capitano E.F. Glenn e fu descritto per la prima volta dallo stesso. In seguito fu studiato più estensivamente dalla spedizione di Harriman (un magnate delle ferrovie) in Alaska nel 1899, e a più riprese fino al 1914. Delle foto del 1910 mostrano che il ghiacciaio Barry si è congiunto in mare con il ghiacciaio Cascade.

## Accessi e turismo
Il ghiacciaio è visibile dal braccio di mare chiamato "Barry Arm" ed è raggiungibile solamente via mare da Whittier (65 km circa) a da Valdez (160 km circa).  Durante la stagione turistica sono programmate diverse escursioni via mare da Whittier per visitare il ghiacciaio e quelli vicini.

## Alcune immagini

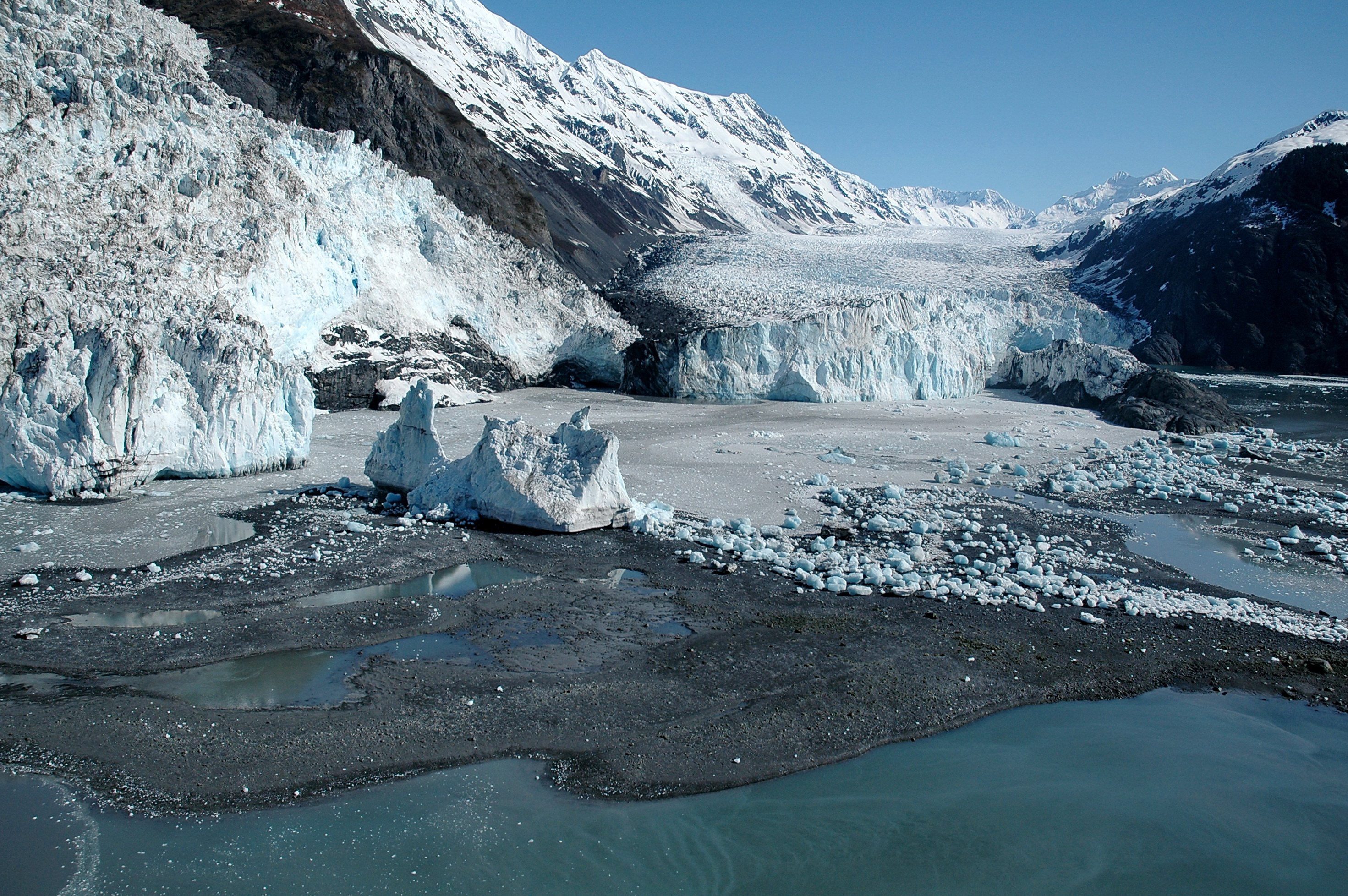
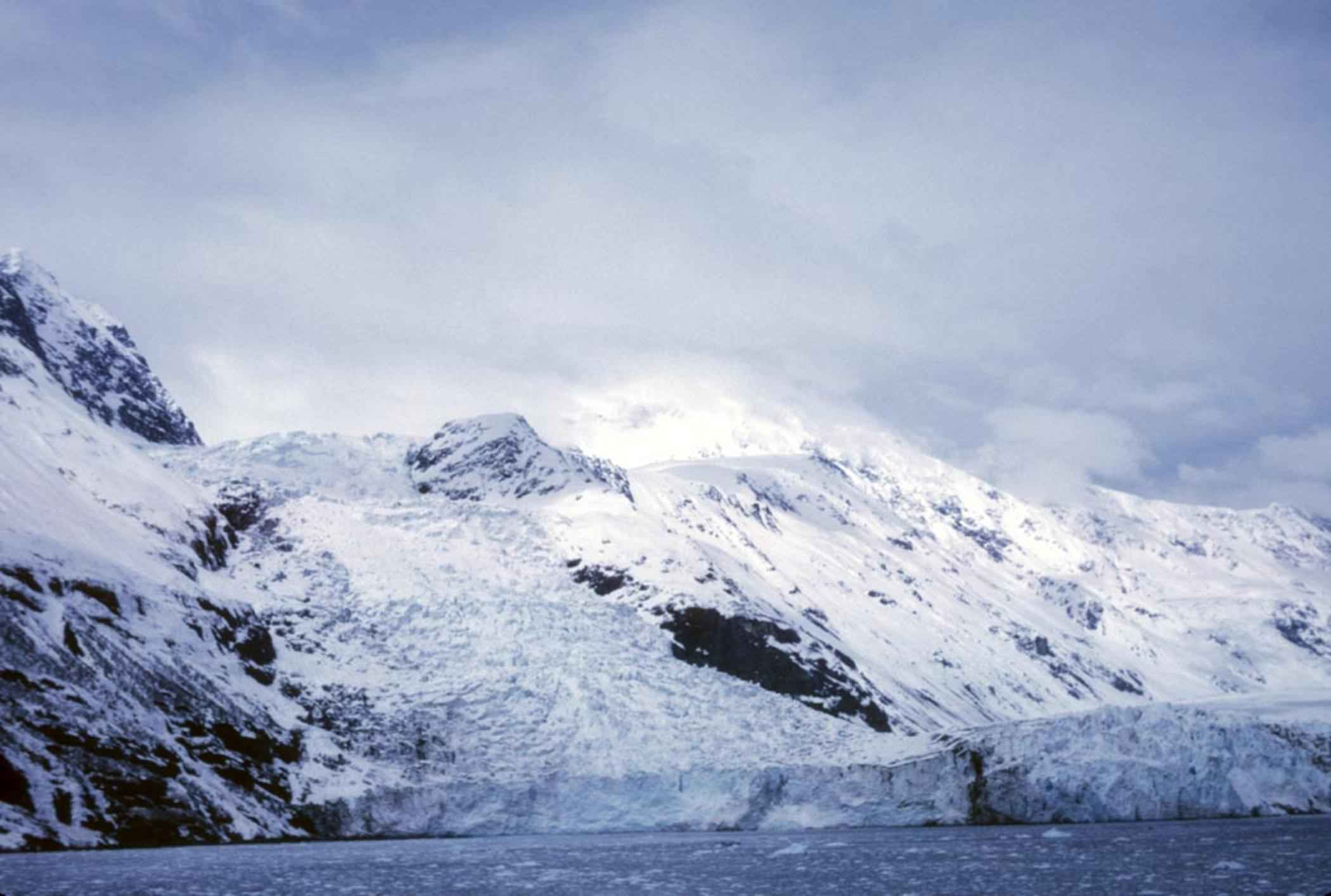
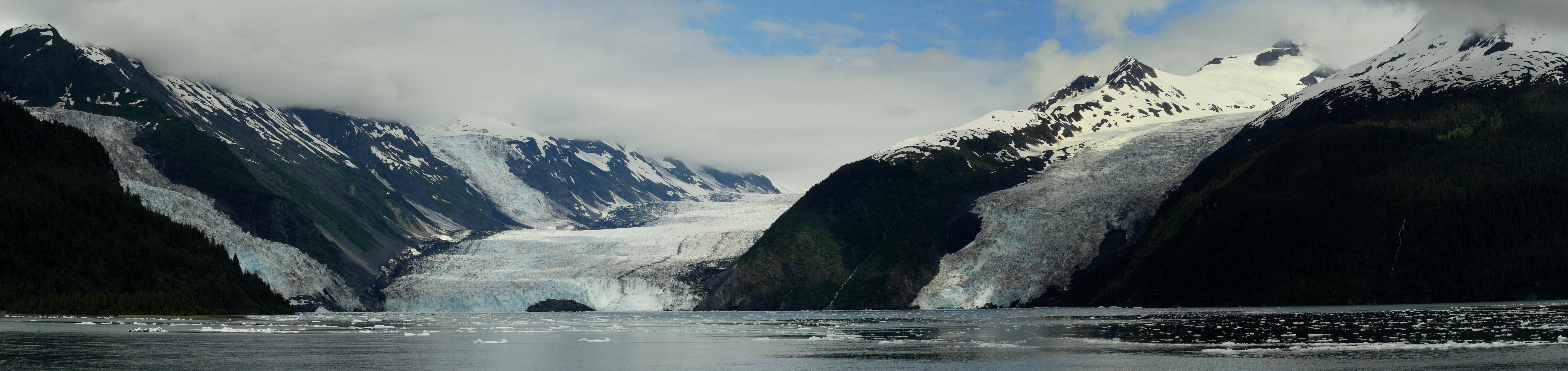
Tre ghiacciai: a sinistra Cascade, al centro Barry e a destra Coxe